# Xã Noble, Quận Noble, Ohio
Xã Noble (tiếng Anh: Noble Township) là một xã thuộc quận Noble, tiểu bang Ohio, Hoa Kỳ. Năm 2010, dân số của xã này là 2.118 người.